# Episodi di Classe di ferro (prima stagione)
La prima stagione di Classe di ferro è andata in onda su Italia 1 dal 6 ottobre al 22 dicembre 1989.
| nº | Titolo                            | Prima TV         |
| -- | --------------------------------- | ---------------- |
| 1  | Reclute                           | 6 ottobre 1989   |
| 2  | Messo in congedo per motivi gravi | 13 ottobre 1989  |
| 3  | Il circo                          | 20 ottobre 1989  |
| 4  | La licenza                        | 27 ottobre 1989  |
| 5  | Il campo estivo                   | 3 novembre 1989  |
| 6  | Il caporale                       | 10 novembre 1989 |
| 7  | Le grandi manovre                 | 17 novembre 1989 |
| 8  | Operazione "Simpatia"             | 24 novembre 1989 |
| 9  | Gli scozzesi                      | 1º dicembre 1989 |
| 10 | La vendetta                       | 8 dicembre 1989  |
| 11 | Una festa americana               | 15 dicembre 1989 |
| 12 | Buon Natale marmittoni            | 22 dicembre 1989 |

## Reclute

### Trama
Una serie di giovani in tutta Italia vengono raggiunti dalla cartolina di chiamata alla leva. Rocco Melloni, che vive in una fattoria in Basilicata, vorrebbe portare con sé in caserma suo padre, sua madre o quantomeno la sua gallina. Antonio Scibetta, d'origine siciliana, suona in un gruppo metal sulla costa adriatica, ma ottiene applausi solo quando annuncia la sua partenza per la “naja”. Gabriele Serra, barese, lavora nel ristorante di famiglia, e prima di finire in divisa si trova alle prese con un milanese dal palato troppo fino, venuto in Puglia per assistere alla partita contro il Bari. 
 Sesto Cardarelli, romano, vorrebbe pulire i vetri delle auto ferme ai semafori per arrotondare, ma si trova di fronte la spietata concorrenza di un polacco e l'opposizione di un vigile urbano: lo salva la cartolina. Mario Bertolazzi, studente fuoricorso di Lettere, nella sua Todi si dichiara alla postina di cui è “da sempre” innamorato, anche se la vede per la prima volta: l'appuntamento, però, è rinviato a dopo la leva. Giampiero Montini, di nobile famiglia fiorentina, è praticamente certo di scampare alla chiamata, ma ha una relazione con la fidanzata del suo divorziato padre che viene scoperta e lo spedisce così sotto le armi. 
 Dopo il primo mese d'addestramento a Trieste, i giovani giurano fedeltà alla Repubblica e con qualche difficoltà raggiungono la caserma di Castelvecchio d'Adige, dove sono di stanza. Ad attenderli troveranno il tenente Ulderico Dell'Anno e il temibile sergente Roberto Scherone. Grazie alla sua capacità di parlare inglese e fare da traduttore per il soldato Reginald Di Tosto, vissuto negli USA ma di nazionalità italiana, Melloni viene promosso a caporale.
- guest star: Eva Grimaldi

## Messo in congedo per motivi gravi

### Trama
Serra non ha pace e vuole andarsene da Castelvecchio per raggiungere la fidanzata slovena e poterla così sposare. I commilitoni decidono d'aiutarlo e lo convincono a fingersi gay, unico modo per essere riformato "per motivi gravi" e terminare anzitempo la leva. Intanto i ragazzi fanno conoscenza dei "nonni", i militari di maggiore anzianità che tentano d'imporre la loro autorità mangiando una torta destinata a Scibetta. Il gruppo si vendica servendo ai nonni cannoli siciliani farciti con un potente lassativo. Uno degli anziani però aspettava l'arrivo in treno della sua ragazza Flaminia e chiede al presunto omosessuale Serra d'andarla a prendere, essendo l'unico di cui può fidarsi. 
 Flaminia si mostra subito interessata a Serra, che però continua nella messinscena sempre più a fatica: alla fine però cede e fa l'amore con lei. Per sua sfortuna, nella stanza a fianco si trova il tenente Dell'Anno, che intuisce l'inganno. Il giorno seguente, con una scusa, convoca Serra e, simulando, rifiuta di riformarlo per evitargli un disonore, affermando di volergli trovare una relazione stabile e gli presenta l'enorme addetto alla mensa, Achille, detto Lillo. Dell'Anno lascia i due soli ed esce dalla stanza, lasciando però un microfono aperto. 
 Inseguito da Lillo, Serra confessa la recita e il ruolo decisivo degli amici e lo sente tutta la caserma, compreso il "nonno" tradito da Flaminia con l'ormai sconfessato gay.
Nel frattempo, arriva una jeep dei Carabinieri con un ragazzo, Mirko De Zan, che si presenta ai compagni di camerata con un salto acrobatico, essendo acrobata circense.
- guest star: Gilda Germano

## Il circo

### Trama
Portato dai carabinieri e in consegna per un mese, in caserma è arrivato un nuovo soldato, Mirko, acrobata del Circo Orient, che s'è sistemato a Castelvecchio a pochi passi dalla struttura militare. Quelli del circo sono senza un soldo e senza mangiare, ma il giovane s'occupa di loro rifornendoli di cibarie prese con l'astuzia dalla mensa e passate alla scimmia Tanga dalla finestra. Inoltre, evade dalla caserma andando a fare il suo show sul trapezio, ma viene riconosciuto da Scherone, che era tra il pubblico. L'intervento dei genitori presso il colonnello Calcaterra gli evita il processo per diserzione, ma la consegna rimane e i problemi economici anche. 
 Mentre Di Tosto s'interessa alla cavallerizza Olimpia, il gruppo cerca di trovare un modo per aiutare il circo: Montini s'improvvisa prestigiatore, ma non riesce a completare il numero della donna segata e Melloni resta prigioniero dentro l'attrazione del grande mago Aldin (Ciccio Ingrassia), ex membro del circo. I ragazzi cercano di trovarlo e alla fine ci riesce Scibetta, ma neanche lui sembra in grado di salvare Melloni. Alla fine è il mago della meccanica Cardarelli a risistemare le cose, anche se, come sempre, gli avanza un pezzo. 
 Per lo spettacolo finale il gruppo ingaggia Luisa, fidanzata di Scherone, come danzatrice sexy con il nome d'arte di "Maruska". Il geloso fidanzato, ignaro della vera identità, porta a termine una prova fisica vincendo la possibilità di passare la notte con la donna, ma quando scopre chi è in realtà è disperato. Il gruppo canta l'ouverture del Barbiere di Siviglia, a testimoniare la buona riuscita dello scherzo.
- guest star: Ciccio Ingrassia

## La licenza

### Trama
Al rientro da un'esercitazione, i ragazzi si fermano a un autolavaggio per sciacquare il loro carro armato e così battono tutti sul tempo. La furbata vale loro una licenza premio, anche se Bertolazzi si ritrova ricoverato per via di un altoparlante che gli è caduto in testa. I fondi però scarseggiano, e Cardarelli non è di molto aiuto con le sue 1.100 lire gelosamente custodite in cassaforte. L'unica possibilità è andare a Lignano Sabbiadoro, dove i genitori di Scibetta hanno un bar. Intanto, Rocco e Reginald su un autobus accompagnano Concettina, cui Melloni è interessato, ma lei ha occhi solo per il cantante Macho Carrera. La ragazza gli ha scritto una lettera, ricevendo in risposta una foto autografata. Quando la star invita i tre all'interno del suo camper, si scopre che in realtà Carrera è molto più interessato a Di Tosto, così vanno via tra gli improperi di Concettina.

Lungo la strada per Lignano, i quattro si imbattono in casa Scherone e vengono invitati a cena. Addormentano il gatto del sergente per far sembrare che siano velenosi i funghi mangiati dal felino con cui la madre di Scherone ha preparato lo spezzatino. Bertolazzi dopo un fioretto per cui si taglia i baffi viene dimesso dall'ospedale e incontra la famiglia Scherone, ricoverata per indigestione e avvelenamento da funghi (immaginari). Vengono mandati soccorsi anche ai ragazzi, che subiscono una lavanda gastrica senza motivo.

A Lignano il gruppo fa la conoscenza di Gisella, la ragazza di Scibetta, il quale però non si fa vedere perché vuole dedicarsi alle straniere. Dopo aver tentato di rimorchiare in un aquapark, si dividono per avere più chance. Bertolazzi incontra la postina che gli aveva portato la cartolina della leva nella prima puntata, la quale rimanda ancora l'appuntamento... A quando ricresceranno i baffi. Dell'Anno riesce a baciare una donna sposata, ma il marito addormentato si sveglia e lo centra con una ciabatta. Scibetta tampina una straniera ma incontra di nuovo la fidanzata e deve nascondersi, aiutato da Serra che distrae Gisella. Montini infine fa il mago, ma inutilmente. Alla fine Serra con i soldi e l'aiuto di tutti riesce a portare in camera una ragazza ma dopo aver mentito al gruppo su inesistenti amiche, e così scatta la vendetta. Nascosti nell'armadio, gli altri sul più bello irrompono. La licenza sembra concludersi con un insuccesso...ma alla fine ecco il colpo di scena: mentre sono seduti al bar di Scibetta, i ragazzi si accorgono che due carabinieri sono riusciti a conquistare due tedesche. Il tenente Dell'Anno chiede ai due militari come abbiano fatto...e questi gli rispondono che il merito va alla banda rossa situata ai lati dei pantaloni della divisa: elemento che nei paesi nordici è simbolo di nobiltà, alto prestigio ed importanza. Scoperto l'arcano, si recano tutti quanti in sartoria a far applicare le bande rosse ai loro pantaloni...rischiando inizialmente di essere consegnati per divise fuori ordinanza da un sergente di pattuglia. Ancora una volta è Dell'Anno a salvare il gruppo... e di lì a poco tutti quanti si ritrovano a braccetto con delle straniere. L'episodio sembra dunque concludersi con un lieto fine...ma terminata la licenza, al rientro in caserma i ragazzi dovranno affrontare la vendetta del Sergente Scherone, che dopo essere uscito dall'ospedale aveva scoperto il finto avvelenamento.
- guest star : Massimo Giuliani

## Il campo estivo

### Trama
Alla vigilia della partenza per il campo estivo, il capitano Cavicchi programma la proiezione del film Arsenale, ma il gruppo sostituisce la videocassetta col filmato che l'ufficiale stesso aveva mandato a un'agenzia matrimoniale. Il capitano s'infuria e al campo comincia una serie di durissimi addestramenti in attesa di scoprire i colpevoli. I soldati sono talmente stanchi che De Zan, in libera uscita, s'addormenta durante il numero del trapezio al circo della sua famiglia, che ha seguìto la compagnia. 
 I "nonni" vanno dal gruppo minacciando pestaggi, ricatti e di svelare la verità con lettera anonima se non risolvono la situazione. Dell'Anno spiega che solo trovando una donna per il capitano, quest'ultimo potrà rabbonirsi e dimenticare tutto. Dopo vane ricerche nei negozi del paese vicino al campo, i quattro hanno l'idea giusta: la barista Bina, che ha già mostrato simpatia per Cavicchi. Scibetta le telefona, imitando alla perfezione la voce del capitano e svelandole i suoi sentimenti. Per non tradirsi, il finto capitano spiega anche che dal vivo, per timidezza, fingerà di non avere mai telefonato. Alla fine, con l'aiuto di Dell'Anno, l'incontro avviene, i due si piacciono e gli addestramenti al campo s'alleviano all'improvviso. 
 Una mattina, però, Cavicchi vede la donna abbracciare un altro uomo e di colpo le marce tornano durissime. I "nonni" di notte compiono un blitz e malmenano i quattro. Alla fine avviene il chiarimento l'uomo misterioso in realtà è il fratello di Bina. Di ritorno dal campo, il capitano impone un nuovo cineforum, ma stavolta si proietta Rambo, film preferito di Bina, e all'annuncio la compagnia esplode, esultante.
- guest star: Milla Sannoner

## Il caporale

### Trama
Bertolazzi tiene ripetizioni su come non essere interrogati e copiare i compiti a scuola alla figlia del colonnello Calcaterra. A quanto pare le lezioni funzionano perché i voti della ragazza migliorano, e così il soldato viene promosso caporale. I suoi commilitoni lo sfottono, soprattutto quando il nuovo nominato e altri vengono spediti a fare la guardia alla polveriera.

Montini, Serra e De Zan organizzano una spedizione di viveri da portare: distraendo l'addetto prendono molto più cibo e anche alcune birre, quindi vanno alla polveriera, la scimmia Tanga si nasconde nella jeep e va con loro. Quando i tre arrivano, vedono gli altri che invece di fare la guardia giocano a calcio. Caldarelli ha modificato un telefono così da poter chiamare all'esterno. Scibetta telefona alla sua fidanzata, Gisella, che gli dice di stare male ed essere in punto di morte. A bordo di una jeep Serra, Montini e De Zan accompagnano Scibetta dalla ragazza. Mentre lo attendono, si distraggono a inseguire alcune ragazze e due malviventi rubano la jeep lasciata incustodita.

Intanto si scopre che Gisella recitava, la malattia era una scusa per far accorrere il suo fidanzato. I quattro si accorgono del furto e vengono aiutati dal padre di Gisella nelle indagini per capire chi ha la macchina. Alla fine si scopre che è stata presa da una banda che rivernicia e rivende auto rubate. C'è una scazzottata e poi intervengono i carabinieri. La banda viene sgominata e il sindaco di Valsesia concede un'onorificenza ai soldati per l'aiuto.

Il colonnello Calcaterra convoca il gruppo nel suo ufficio. All'impresa di scoprire la banda si contrappongono una serie di infrazioni al regolamento militare, così l'ufficiale concede e revoca immediatamente una licenza premio di un mese. Montini propone, come ulteriore "punizione", di avere di nuovo turni di guardi alla polveriera, per spassarsela; il colonnello Calcaterra glieli concede e i ragazzi partono in marcia sulle note dell'ouverture.

## Le grandi manovre

### Trama
La compagnia parte per una vasta esercitazione. Il gruppo è nella squadriglia Falco 4 e nella prima prova dal carro armato deve colpirne un altro, dentro il quale, non vista, si è nascosta una misteriosa ragazza. Dopo alcuni lanci mancati, decidono di farlo saltare con una bomba a mano da piazzare all'interno. Serra, prescelto, si accorge così della ragazza, che dice di volersi uccidere, e riesce a salvarla dall'esplosione. La donna fugge, ma viene subito catturata dai quattro. Durante la pausa pranzo, tuttavia, ruba il loro carro armato. Intanto, nella squadriglia Leopardo 3, il sergente Scherone dà lezioni di mimetizzazione al caporale Melloni e agli altri.

Il carro dei ragazzi si impantana nel fiume e devono fingere il rischio di affogare per ricevere dalla base l'ordine di abbandonare il mezzo. La ragazza intanto racconta la sua storia: è nata in quei luoghi, che conosce a menadito, e ha raggiunto la zona di esercitazione per trovare il suo fidanzato. Quest'ultimo è nel battaglione di stanza a Pordenone, e il giorno successivo con i colori arancioni dovrà vedersela contro i ragazzi, con i colori blu. Il gruppo e la ragazza, che si chiama Martina, raggiungono una catapecchia. Serra e Montini vanno in missione di spionaggio, Bertolazzi e Scibetta bevono una tisana preparata da lei che li addormenta. La squadriglia Leopardo 3 riceve e porta a termine la missione di minare il sentiero dove passeranno i carri arancioni. Il sergente Scherone però viene catturato. Anche i blu Serra e Montini vengono catturati, ma poi li libera Matteo, fidanzato di Martina, in cambio di informazioni sulla ragazza che i due dicono di conoscere. Possono così rientrare alla catapecchia.

Li raggiunge il tenente Dell'Anno con un'altra squadra e tutti partono per una nuova missione, sabotare gli elicotteri arancioni. La missione è resa impossibile dal tempo perso per salvare, davvero, una scolaresca che con lo scuolabus stava precipitando in un dirupo. La vittoria dell'esercitazione sembra in mano agli arancioni ma, con un blitz a bordo di un'ambulanza sulla falsariga del film Quella sporca dozzina, i ragazzi conquistano il quartier generale e ribaltano le sorti. Nella celebrazione della messa che chiude l'esercitazione, la jeep usata come altare da don Castelli per celebrare all'improvviso parte in retromarcia, ma non è un incidente: a guidarla c'è il gruppo, che può intonare la consueta ouverture.

## Operazione simpatia

### Trama
I ragazzi sono chiusi in caserma per uno sciopero della libera uscita: si organizzano corsi di acrobazia (De Zan), canto (Serra), poesia (Bertolazzi), rock (Melloni e Scibetta), prestidigitazione (Montini). Intanto alla riunione del Consiglio comunale partecipano anche il colonnello Calcaterra e il capitano Cavicchi. Viene varata l'"Operazione simpatia": per stabilire un miglior rapporto con la cittadinanza, 50 famiglie inviteranno a pranzo un militare. Dell'Anno sorteggia i prescelti, ma bara e fa selezionare i ragazzi per primi.

Serra e De Zan decidono di scambiarsi le famiglie da cui andranno. Il barese va dalle sorelle Brachetti, che sono tre giovani. Cardarelli finisce da una coppia di anziani, i Casanova, che per cominciare hanno il campanello e il fornello rotto. Di Tosto trova una donna che ha appena perso il padre. Bertolazzi incontra la protagonista di uno spot pubblicitario con cui millanta un flirt. De Zan viene ospitato da una famiglia di marchesi e fa invitare tutta la sua affamata famiglia. Montini invece incontra Mondi, il proprietario di locale con cui già avuto un diverbio, alquanto razzista. Scibetta e Melloni invece trovano due bambine.

La giornata dei militari nelle rispettive famiglie prosegue. Serra, ubriaco, recita poesie, Cardarelli aggiusta tutto il possibile a casa degli anziani, Di Tosto addirittura riceve lui le condoglianze e si dispera. Bertolazzi, invece, fa il bagno con la donna. I De Zan fanno la figura dei cafoni con i marchesi, mentre le figlie fanno piedino a Mirko. Montini litiga con Mondi e va via, l'uomo lascia la casa e così Montini rientra. Serra finisce a fare l'indossatore, Cardarelli continua a sistemare cose, le sedie e il soffitto dei vecchietti, Di Tosto assiste ai funerali, mentre in casa dei marchesi la scimmia Tanga porta viveri "veri" al posto delle verdure, e i nobili si lanciano sul cibo. Infine, Cardarelli deve sistemare anche il bagno, Montini beve vino e balla con la moglie di Mondi.

Melloni suona la chitarra, Scibetta balla con una bambina e dall'altro lato della strada vedono Montini flirtare proprio mentre torna il marito della donna. Montini deve rifugiarsi sul cornicione del palazzo passando dalla finestra, Scibetta allora telefona al comando dicendo che il fiorentino minaccia di buttarsi. Arriva una squadra di soccorso con tanto di telone. Don Felice il cappellano entra in casa e Montini si confessa. Il prete avvalora la tesi del suicidio per evitare uno scandalo e alla fine lancia il soldato giù fino al telone, proprio mentre passa Reginald con il corteo funebre.

## Gli scozzesi

### Trama
Alla caserma di Castelvecchio è ospite una delegazione di soldati scozzesi per uno scambio culturale. Tuttavia, nonostante i soldati italiani si dimostrino molto cordiali e ospitali verso i colleghi anglosassoni, questi ultimi si fanno prendere dai fumi dell'alcool e iniziano a fare i superiori con i soldati italiani sfidandoli a braccio di ferro: Achille, l'addetto alla mensa, perde contro il più grosso degli scozzesi. Allora il sergente Scherone, che era arrivato in quel momento al bar del paese, s'offre volontario per sfidare lo scozzese e, dopo un'estenuante resistenza, riesce a batterlo anche grazie al tifo dei suoi soldati, che prima non lo sostenevano per farlo perdere. Poco dopo, un soldato scozzese, ubriaco, importuna la sorella di Mirko, che è anche la ragazza di Reginald, e questo dà il via a una rissa tra soldati italiani e scozzesi. Nel frattempo, il tenente Dell'Anno s'è offerto di fare da guida al collega scozzese e alla bellissima moglie, portandoli nel night club di Maurizio Mondi e, dopo avere fatto ubriacare il tenente scozzese, fa l'amore con sua moglie.
Il giorno dopo, un piccolo drappello di soldati scozzesi, guidati da un sergente, decide di porgere le proprie scuse a nome di tutti i soldati ospiti e, tramite Reginald che fa loro da traduttore, chiedono d'andare in un bordello con delle ragazze a pagamento. I militari inizialmente sono restii, ma poi Montini ha un piano: lui, Bertolazzi e Scibetta accompagneranno i soldati in un bordello di loro conoscenza... che altro non è che uno studio dentistico in cui una dottoressa cura i pazienti utilizzando l'ipnosi invece dell'anestesia. Al loro risveglio, i soldati scozzesi si ritroveranno con alcuni denti in meno.
Arriva il giorno di un'azione di commando per i due plotoni: vincono i soldati italiani anche grazie a uno stratagemma del tenente Dell'Anno: modificando la mappa degli scozzesi, li manda verso una cascina di rozzissimi agricoltori che, vedendoli arrivare, li scambiano per terroristi e li riducono a mal partito.
Terminato il periodo di scambio culturale, il colonnello scozzese ringrazia ironicamente i soldati italiani per la bella accoglienza e li minaccia velatamente con la promessa di ricambiare il favore quando loro andranno in Scozia, come da programma. Calcaterra informa il tenente Dell'Anno che lui marcherà visita, ma il tenente non potrà fare altrettanto. Sulle note dell'inno scozzese, i soldati scozzesi si congedano malconci.
- guest stars: Karina Huff, Geoffrey Copleston, Pierfrancesco Villaggio

## La vendetta

### Trama
In una delle loro libere uscite, Montini, Serra, Bertolazzi e Scibetta hanno voglia di andare a giocare d'azzardo in una bisca. Cosa non facile, in quanto la bisca è di proprietà di Maurizio Mondi, che come li vede li scaccia in malo modo. Montini promette una tremenda vendetta ai danni del Mondi. Intanto, la febbre del gioco dilaga nella caserma di Castelvecchio: bische improvvisate vengono messe su nei garage e negli scantinati della caserma e invece di soldi si gioca a bossoli. Puntualmente, il sergente Scherone viene a requisire tutte le "fiches", ma poi sarà contagiato anche lui.
Nel frattempo, il capitano Pieraldo Cavicchi sta vivendo un bellissimo momento: è infatti il momento per lui di sposare la sua Bina. 
Mentre il capitano si sposa, Montini mette in atto la vendetta ai danni di Maurizio Mondi: con la complicità del tenente Dell'Anno, farà entrare Gabriele Serra al club travestito da donna e lo farà vedere a Mondi che, sorpreso dal fisico androgino del ragazzo, lo scambierà per una vera donna e inizierà a corteggiarlo. Maurizio Mondi lo caricherà nella sua macchina e inizierà a portarlo per le vie della città per una notte d'amore. Serra però vedendo una tenda in mezzo alla strada allestita per dei lavori in corso si ferma e chiede soldi al Mondi, poi scende e va a corrompere i due operai che stanno lavorando...che altro non sono che Bertolazzi e Serra travestiti. Ottenuto il via libera, Serra chiede al Mondi di seguirlo nella tenda.
Intanto Montini aspetta che la moglie di Mondi torni a casa e, con una scusa, la intrattiene. La signora Mondi però vuole salutarlo perché ha un appuntamento col marito e teme per l'incolumità del giovane marchese, che però le fa vedere Serra che esce dalla tenda dicendo che il Mondi è un porco. Perplessa, la signora Mondi poi vede la tenda aprirsi e rivelare il marito in costume adamitico. Ormai la vendetta è fatta. Per festeggiare, Montini va al night di Mondi e fa scoprire alla signora Mondi la stanza segreta che il marito usava per portare le clienti più belle. Lì consumeranno una fantastica notte d'amore.
Al night arrivano anche il capitano Cavicchi e gli altri ufficiali dopo il taglio della torta nuziale, e tutti passano una notte magica tra canti e balli.

## Una festa americana

### Trama
Il colonnello Calcaterra riceve la telefonata del generale Thompson, responsabile della vicina base militare NATO a Vicenza. Il generale ha un problema: è il diciottesimo compleanno della figlia Ruth e in più è anche il Giorno del ringraziamento, per questo tutti i suoi militari sono in licenza e non c'è nessuno che possa riparare l'impianto stereo per la musica. Vengono quindi chiamati Cardarelli per le sue doti di meccanico, Melloni per la sua conoscenza dell'inglese e il tenente Dell'Anno. Viene chiamato anche il sergente Scherone, che si presenta in assetto da battaglia. Intanto Montini, Scibetta, Serra e Bertolazzi vogliono fare uno scherzo a Rocco (che doveva andare al cinema con Concettina a vedere Il laureato) e le dicono che Rocco non potrà venire perché impegnato a Vicenza in atti libertini. Concettina s'offre per chiamare un suo cugino "capo-bastone" che potrebbe picchiare Rocco, ma Montini s'offre di portarla lui stesso a Vicenza. Mentre viene messo in atto lo scherzo ai danni di Rocco, Cardarelli si dà da fare per riparare lo stereo per la festa, riuscendoci e permettendo che la festa di compleanno possa avere inizio aiutato anche da Rolf, un gigantesco cane di San Bernardo di proprietà del generale, che s'affeziona al fante romano. 
Intanto alla festa arrivano anche Montini, Scibetta, Bertolazzi e Serra con Concettina, che riescono a intrufolarsi alla festa dal momento che il capocuoco è calabrese come Concettina. Inoltre Scibetta viene messo a fare da disc-jockey, dato che il precedente s'è stancato d'aspettare e se n'è andato. Mentre il tenente Dell'Anno cerca di conquistare una pari grado statunitense, Montini viene accalappiato da Trudy, un'abbondante ospite della festa che lo scambia per Dante Alighieri e lo costringe a ripetere versi tratti dalla Divina Commedia.
Mentre tutti sono presi dai festeggiamenti, uno strano personaggio agisce nell'ombra tramortendo alcuni del battaglione Tigre: prima il sergente Scherone, che viene anche legato, poi Concettina e Rocco, che si trovavano a scappare l'uno dall'altra per lo scherzo di Montini. Lo strano uomo ben vestito si materializza nella sala e viene scoperto da Serra (che era stato precedentemente tramortito, ma s'è ripreso). L'uomo allora mostra un detonatore che, se premuto, farà esplodere la casa e rivela che è una vendetta verso il generale Thompson: l'uomo infatti è il capitano Steewell, portato alla Corte Marziale dallo stesso Thompson e condannato a vent'anni di carcere per insubordinazione. Grazie però all'intervento di Cardarelli, che attiva il mixer a tutto volume facendo cadere il lampadario di cristallo sopra Steewell tramortendolo, il pericolo cessa. Alla fine, tutti sono pronti per tornare in caserma anche se Cardarelli è un po' giù di morale perché non vedrà più Rolf, al quale s'era già affezionato. Torna però allegro quando vede il grosso San Bernardo inseguire il fuoristrada; in un linguaggio che il fante capisce, Rolf gli dice che verrà a trovarlo con frequenza in caserma.
- guest stars: Edmund Purdom, John Armstead, Sebastian Harrison

## Buon Natale marmittoni

### Trama
Anche a Castelvecchio D'Adige arriva il Natale, eppure i militari della caserma sono un po' preoccupati: stanno pensando infatti a una grossa sorpresa per rendere il loro Natale indimenticabile, però lo Stato non è dalla loro parte in quanto darà solo un panettone e uno spumante per camerata. Quindi Bertolazzi ricorda che il paese ha fatto pace con i militari e quindi si può ricorrere all'associazione dei commercianti che potrebbe collaborare dando loro qualcosa. L'idea si rivela fruttuosa, avendo però un ostacolo nel Rivelli: infatti il commerciante, che non ha mai amato i militari, pensa di collaborare dando loro dei prodotti avariati spacciandoli come "stagionati". Solo l'intervento di Dell'Anno camuffato per l'occasione da agente del fisco permetterà ai militari di avere una piccola vendetta dato che Rivelli ne approfitta per regalare loro prodotti che aveva acquistato sottobanco.
Intanto, Montini deve vedersela con il ritorno di Carmen, l'ex fidanzata del padre con la quale lui aveva fatto l'amore il giorno del giuramento e che si presenta con i segni della gravidanza. E il padre è proprio il giovane marchese, che adesso non sa che cosa fare, perché non si sente pronto per essere un ragazzo padre. Cardarelli intanto ha una gradita sorpresa: Rolf, il San Bernando del generale Thompson, è venuto a trovarlo ma ora il fante deve trovargli una casa poiché l'animale non può stare in caserma. Riuscirà a piazzare il quadrupede a casa dei due vecchietti che lo avevano ospitato durante l'"Operazione Simpatia", rinunciando a malincuore ad un incontro amoroso con una massaggiatrice romana che abita al piano di sotto e che conosce grazie allo stesso Rolf. Rocco invece vorrebbe tornare in Basilicata con Concettina per farla conoscere alla propria famiglia, però non ha i soldi necessari per il biglietto del treno: una vincita di don Castelli a carte però sarà sufficiente per risolvere i problemi del fante. Montini è deciso: si prenderà la responsabilità del suo gesto e diventerà il padre del bambino. E lo dice proprio nel momento in cui Carmen sta per partorire. In ospedale, Bertolazzi si mette d'accordo con Carmen e, dopo una breve combutta, fanno entrare nella stanza Montini, a cui Bertolazzi spiega anche gli "svantaggi" dell'essere un ragazzo padre. Come l'infermiera entra nella stanza per far sì che il bambino riconosca il padre, Montini dice che il vero padre è Giorgio Rossetti, l'attuale fidanzato di Carmen. La sera della vigilia di Natale, tutti sono felici. Montini riceve una telefonata: è Carmen, che gli spiega di aver architettato tutto per avere Giorgio con sé e che il bambino non era di Montini, ma di un pilota norvegese sposato.
Dopo la messa di Natale, tutti si precipitano nel piazzale della caserma, dove vedono un elicottero scendere e recare la scritta luminosa "Buon Natale Marmittoni" scritto però con una sola T. Dall'elicottero escono Scibetta travestito da Babbo Natale e Gisella vestita da assistente che consegnano i regali di Natale. Dopo questa sorpresa, tutti si danno alle danze: coppie già formate, come il sergente Scherone e Luisa e il capitano Cavicchi con Bina o di recente formazione, come la figlia adolescente del colonnello Calcaterra con il giovane fratello del fante De Zan. Anche Montini e Dell'Anno ricevono un bel regalo di Natale: arrivano in caserma infatti Eleonora Mondi e Kathlyn McIntire, moglie del tenente scozzese. Concettina e Rocco si preparano a salutare i propri commilitoni dando l'appuntamento "al prossimo anno". L'episodio si conclude con l'augurio di buon Natale da tutta la produzione di Classe Di Ferro ai telespettatori di un buon Natale e un buon 1990 e di un arrivederci al prossimo anno, cosa che fa intuire che ci sarà una seconda stagione.
- guest stars: Eva Grimaldi, Karina Huff